# Jonas Neffin
Jonas Neffin (* 5. Juli 2000 in Iserlohn) ist ein deutscher Eishockeytorwart, der seit Mai 2023 bei den Eisbären Regensburg aus der DEL2 unter Vertrag steht. Der Klub hat Neffin von den Iserlohn Roosters aus der Deutschen Eishockey Liga (DEL) ausgeliehen, bei denen er einen ursprünglich bis 2024 laufenden Vertrag hat, der für die Zeit der Leihe ruht.

## Karriere
Jonas Neffin spielte für alle Nachwuchsteams des Iserlohner EC, unter anderem zwei Jahre in der Deutschen Nachwuchsliga (DNL). In der Saison 2017/18 kam er auch bei drei Länderspielen für die deutsche U19-Nationalmannschaft zum Einsatz. Ab 2017 wurde er langsam an die Profimannschaft der Iserlohn Roosters herangeführt, unter anderem indem er regelmäßig am Training des Teams aus der Deutschen Eishockey Liga (DEL) teilnahm. Zur Saison 2018/19 erhielt er eine Förderlizenz für die Moskitos Essen aus der Oberliga, kam im Verlauf der Spielzeit aber ausschließlich für Iserlohn in der DNL2 zum Einsatz. In der Saison 2019/20 ging die Förderlizenz auf die ebenfalls in der Oberliga spielenden Blue Devils Weiden über, für die Neffin 20 Spiele absolvierte. Als Vertreter für die verletzten Stammtorhüter Anthony Peters und Andreas Jenike stand er am 13. Dezember 2019 erstmals in der DEL zwischen den Pfosten. Im Heimspiel gegen den EHC Red Bull München gelang ihm direkt bei seinem Debüt ein Shutout.
Den Großteil der Saison 2020/21 verbrachte Neffin wiederum in der Oberliga, dieses Mal beim Herner EV. Mit einer Fangquote von 92,3 Prozent und einem Gegentorschnitt von 2,6 gehörte er zu den besten Torhütern der Liga. Nachdem er im Juli 2021 seinen Vertrag in Iserlohn verlängert hatte, fand er nun einen Platz in der DEL2, um weiter Spielpraxis zu sammeln: Bei den Kassel Huskies und den Dresdner Eislöwen kam er in den folgenden beiden Spielzeiten regelmäßig, auch in den Playoffs zum Einsatz. Zugleich gehörte er als dritter Torhüter auch weiter dem Kader der Iserlohn Roosters an, für die er infolge des verletzungsbedingten Ausfalls der Stammkräfte Andreas Jenike und Hannibal Weitzmann in der Saison 2022/23 in vier weiteren Spielen zum Einsatz kam. Zur Spielzeit 2023/24 wechselte er auf Leihbasis zu den Eisbären Regensburg, wo er als Ersatzmann des erfahrenen US-Amerikaners Tom McCollum fungierte. Am Saisonende gewann Neffin mit den Eisbären die Meisterschaft der DEL2 und übernahm im folgenden Spieljahr, in dem sich die Eisbären erst in der letzten Runde der Playdowns den Klassenerhalt sicherten, die Rolle des Starters im Tor.

## Erfolge und Auszeichnungen
- 2024 DEL2-Meister mit den Eisbären Regensburg

## Karrierestatistik
Stand: Ende der Saison 2024/25
(Legende zur Torhüterstatistik: GP oder Sp = Spiele insgesamt; W oder S = Siege; L oder N = Niederlagen; T oder U oder OT = Unentschieden oder Overtime- bzw. Shootout-Niederlage; Min. = Minuten; SOG oder SaT = Schüsse aufs Tor; GA oder GT = Gegentore; SO = Shutouts; GAA oder GTS = Gegentorschnitt; Sv% oder SVS% = Fangquote; EN = Empty Net Goal; 1 Play-downs/Relegation; Kursiv: Statistik nicht vollständig)